# Airlinair
Airlinair (mã IATA =A5, mã ICAO = RLA) là hãng hàng không của Pháp, trụ sở ở Rungis, Paris. Căn cứ chính của hãng ở Sân bay Orly, Paris và Sân bay quốc tế Charles de Gaulle, Paris.

## Lịch sử
Airlinair do 4 nhà đầu tư thành lập năm 1998 và bắt đầu hoạt động từ tháng 5/1999. Hãng do các nhà đầu tư tư nhân nắm 80.5% cổ phần và Brit Air 19.5%. Hãng có các tuyến đường quốc nội và cho các hãng máy bay khác thuê máy bay cùng phi hành đoàn, trong đó có hãng Air France.

## Các nơi đến
(Tháng 12/2006):
- Beziers
- Bastia
- Lyon
- La Rochelle
- Poitiers
- Paris
- Agen
- Aurillac
- Beziers
- Brive-la-Gaillarde
- Castres

## Đội máy bay

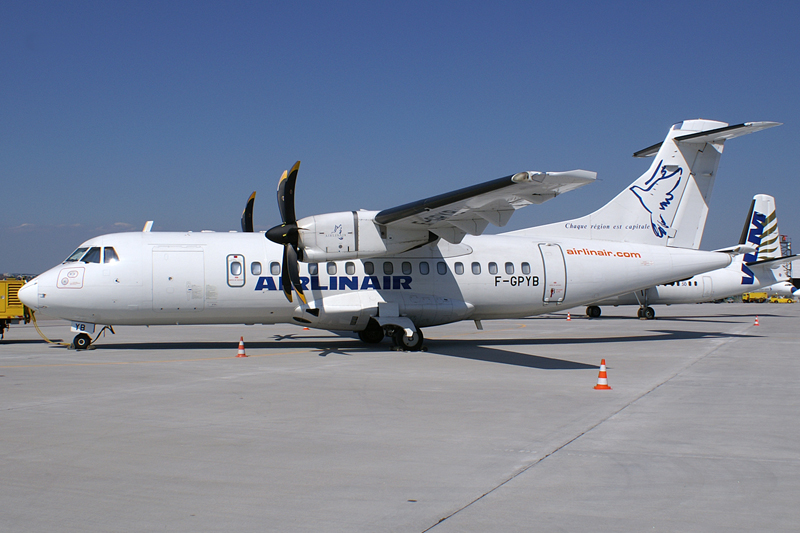
Máy bay ATR-42-500 của Airlinair

(Tháng 3/2007):
- 5 ATR 42-300
- 1 ATR 42-320
- 11 ATR 42-500
- 4 ATR 72-200
- 1 ATR 72-210
- 1 ATR 72-500 (+ 1 đang đặt mua)